# 循環再造標誌

循環再造標誌

循環再造標誌（Unicode碼為 ♲ 或 U+2672）是國際上普遍通用的標誌，標示出物料為循環再造。圖案為三個互相承接的箭頭組成的莫比烏斯帶。
在1969年和1970年初，全球對環境問題的關注漸增，各界發起第一屆世界地球日。芝加哥的循環再造紙卡製造商Container Corporation of America（CCA）贊助為高中生和大學生而設的設計比賽，旨在加強社會對環境保議的意識。最後由南加州大學的23歲學生Gary Anderson憑着這個循環再造標誌勝出。
其版權屬公有領域，並非註冊商標。CCA原想將標誌註冊成商標，但申請被質疑，最後放棄註冊。所有人均可免費使用此標誌，但各地法律可能限制其使用，以免消費者被誤導。另外，原初的設計是三角形的尖向下，但CCA將它倒轉過來。

台灣的循環再造標誌，白色部分形成向外的箭頭。

## 另見
- 塑膠分類標誌
- 國際通用資源回收編碼
- 日本資源回收標誌